# Número negativo

Temperaturas negativas, 'Termómetro marcando una temperatura positiva'. Si la temperatura a la que el agua se congela es 0 °C, las temperaturas más bajas se representan con números negativos y las más altas con positivos.

Un número negativo es cualquier número cuyo  valor es menor que cero y, por tanto, que los demás números positivos, como 7, 49/22 o π. Se utilizan para representar pérdidas, deudas, disminuciones o decrecimientos, entre otras cosas. Los números negativos son una generalización útil de los números positivos, cuando una magnitud o cantidad puede variar incrementalmente por encima o por debajo de un punto de referencia, usualmente representado por el cero. 
Se representan igual que los positivos, pero añadiendo un signo menos «−» delante de ellos: −4, −2,5, −√8, etc. (estos números se leen: "menos cuatro", "menos dos coma cinco", "menos raíz de ocho", o "cuatro negativo", "dos coma cinco negativo", "raíz de ocho negativa", etc). A veces, se añade un signo más «+» a los números positivos para distinguirlos mejor: +3, +912, +4√22, etc. ("más tres", "más nueve doceavos", “más raíz cuarta de veintidós”, o "tres positivo", "nueve doceavos positivo", “raíz cuarta de veintidós positiva”, etc).
Uno de los usos de los números negativos es representar pérdidas: si una persona en un año gana 20 000 pesos, pero gasta 25 000, al final del año ha perdido 25 000 − 20 000 = $5000; pero también puede decirse que sus ahorros han aumentado 20 000−25 000 = − $5000.
También se utilizan para representar temperaturas y otras magnitudes por debajo del cero. Cuando la temperatura es de 0 °C (cero grados Celsius) el agua se congela. Si el ambiente se calienta, la temperatura crece, pero si se enfría aún más, desciende por debajo de cero: por ejemplo, el mercurio, un metal líquido, se congela a 39 grados bajo cero, o sea a −39 °C (aproximadamente).
Los números negativos existen dentro de cualquier sistema numérico que tenga estructura de anillo totalmente ordenado.

## Introducción
Los números negativos son necesarios para realizar operaciones, por ejemplo: 
{\displaystyle 3-5=-2}
Cuando el minuendo es más pequeño que el sustraendo, la resta no puede realizarse. Sin embargo, hay situaciones en las que es útil el concepto de números negativos, como en el ejemplo de la introducción sobre ganancias y pérdidas:
Ejemplo: Una persona juega a la ruleta dos días seguidos. Si el primero gana 200 euros y al día siguiente pierde 100, diremos que la persona ganó en total 200 − 100 = 100€. Sin embargo, si el primer día gana 50 y al siguiente pierde 200, se dice que perdió en total 200 − 50 = 150 €. La expresión que usamos cambia en cada caso: ganó en total o perdió en total, dependiendo de si las ganancias fueron mayores que las pérdidas o viceversa. Podemos expresar estas dos posibilidades utilizando el signo de los números negativos (o positivos): en el primer caso ganó en total 200 − 100 = +100 € y en el segundo ganó en total 50 − 200 = −150 €. Entendemos así que una pérdida es una ganancia negativa.

### Números con signo
Los números naturales 1, 2, 3,... son los números ordinarios que se utilizan para contar. Si les añadimos un signo menos «−» delante, obtenemos los números enteros negativos:
| Un número entero negativo es un número natural como 1, 2, 3, etc. precedido de un signo menos «−». Por ejemplo −1, −2, −3, etcétera. Se leen "menos 1", "menos 2", "menos 3",... |

De este modo, a todos los números positivos como los números racionales positivos o los números reales positivos tienen su contrapartida negativa, anteponiendo el signo «−». Para distinguirlos mejor, en ocasiones se añade a los números positivos un signo más «+», enfatizando la diferencia con los negativos:
{\displaystyle +5,+2/3,+\pi ,...}
En ausencia de signo, se entiende que un número es positivo. El cero puede escribirse con signo más o menos indistintamente, porque sumar o restar cero es igual a no hacer nada, y por lo general se deja sin signo.

### La recta numérica
Los números negativos son más pequeños que todos los positivos y que el cero. Para entender cómo están ordenados se utiliza la recta numérica:
Se ve con esta representación que los números negativos son más pequeños cuanto mayor es el número tras el signo «−». A este número se le llama el valor absoluto:
| El valor absoluto de un número es el número (positivo) que resulta de quitarle el signo, «+» o «−». El valor absoluto de ±0 es simplemente 0. Se representa por dos barras verticales "\| \|". |

Ejemplo. {\displaystyle |+5|=5,|-2.7|=2.7,|+0|=|-0|=0}
Ahora puede entenderse como están ordenados los números negativos:
| Para comparar dos números distintos con signo: - Si tienen distintos signos, el que tiene el signo menos «−» es menor que el que tenga el signo más «+». - Si tienen el mismo signo: - Si el signo común es más «+», el que tiene el menor valor absoluto es el menor. - Si el signo común es menos «−», el que tiene el mayor valor absoluto es el menor. El cero es un caso especial: puede elegirse con signo «+» o «−» y el resultado no depende de ello. En resumen, el cero es menor que los números positivos y mayor que los números negativos. |

Ejemplo.
1. Comparemos +4 y −5: tienen signo distinto, por lo que el que tiene el signo «−» es el menor. Por tanto: −5 < +4.
2. Comparemos +3 y +1: tienen el mismo signo, y este es «+», por lo que el que tiene el menor valor absoluto es el menor: +1 < +3.
3. Comparemos −2 y −5: tienen el mismo signo, y este es «−», así que el que tiene el mayor valor absoluto es el menor: −5 < −2.
4. Comparemos 0 y +3. Sabemos que el resultado es 0<+3, porque 0 es menor que todos los números positivos, pero podemos aplicar las reglas anteriores poniéndole signo al cero y el resultado será idéntico:

- Si escribimos el 0 como +0, ambos tienen el mismo signo, y el que tiene menor valor absoluto es el menor: +0 < +3.
- Si escribimos el 0 como −0, tienen signo distinto, y el que tiene el signo «−» es el menor: −0 < +3.

## Operaciones con números negativos
Los números con signo pueden sumarse, restarse, multiplicarse y dividirse. También pueden tomarse potencias con números negativos en la base o el exponente. En general se ha de determinar por separado el signo y el valor absoluto del resultado. Para realizar operaciones con número con signo, han de utilizarse paréntesis para facilitar la lectura de los cálculos y evitar errores. Por ejemplo, si queremos sumar los números −4 y +3, no escribiremos

{\displaystyle -4++3},

sino

{\displaystyle (-4)+(+3)}

### Suma
-Los sumandos se representan por flechas que van desde el cero hasta el número correspondiente. Las que corresponden a números positivos apuntan hacia la derecha, y hacia la izquierda para los negativos.

-El signo del resultado es el signo del sumando con mayor valor absoluto.

La suma de dos números negativos es muy similar a la de los números positivos. Por ejemplo, si una persona tiene dos deudas con dos bancos distintos, por valores de 1000 y 2000 pesos respectivamente, entonces debe pagar en total 3000 pesos. Por esta razón se dice
{\displaystyle (-1000)+(-2000)=-3000}
Para sumar dos números de distinto signo, se puede pensar en la combinación de una deuda y una ganancia. Una persona con una deuda de 200 euros que recibe una paga puede saldar parte o toda la deuda. Si la paga es de 50 euros, podrá reducir su deuda a 150 euros; mientras que si la paga es de 500, puede saldar por completo la deuda y aún le sobran 300 euros. Esto se representa como:
{\displaystyle (-200)+(+50)=-150}
{\displaystyle (-200)+(+500)=300}
Estas sumas también pueden entenderse de otras maneras, como desplazamientos a izquierda o derecha en la recta numérica. En resumen, la suma de números con signo se separa en dos pasos, para determinar las dos características del resultado, su valor absoluto y su signo:
| Para sumar dos números con signo, determinamos el signo y el valor absoluto del resultado del siguiente modo: - Si ambos sumandos tienen el mismo signo: ese es también el signo del resultado, y su valor absoluto es la suma de los valores absolutos de los sumandos. - Si ambos sumandos tienen distinto signo: - El signo del resultado es el signo del sumando con mayor valor absoluto. - El valor absoluto del resultado es la diferencia entre el mayor valor absoluto y el menor valor absoluto, de entre los dos sumandos. |

Ejemplo.
1. (+4,5) + (−2,3). Tienen distinto signo, y +4,5 es el que tiene mayor valor absoluto. El signo del resultado es entonces «+», y su valor absoluto es la diferencia 4,5 − 2,3 = 2,2. O sea: (+4,5) + (−2,3) = +2,2.
2. (+1) + (+5). Tienen el mismo signo («+»), así que el signo del resultado es «+» y el valor absoluto es la suma de los valores absolutos 1+5 = 6. O sea: (+1) + (+5) = +6
3. (−6) + (+3/4). Tienen distinto signo, y es −6 el que tiene mayor valor absoluto, así que el signo del resultado es «−» y el valor absoluto es la diferencia 6 − 3/4 = 21/4. O sea: (−6) + (+3/4) = −21/4.
4. (−4) + (−7). Tienen el mismo signo («−»), luego el signo del resultado es también «−» y su valor absoluto es la suma de ambos 4 + 7 = 11. O sea: (−4) + (−7) = −11.
5. −(−36) + (−5). −(−36)= +36, + (−5) = −5, 36−5 = 31.

### Resta
La resta de números con signo es muy sencilla, ya que ahora la tratamos como un caso particular de la suma.
| La resta de dos números con signo (minuendo menos sustraendo) se realiza sumando el minuendo más el sustraendo cambiado de signo. |

Ejemplo.
1. {\displaystyle (+10)-(-5)=(+10)+(+5)=+15}
2. {\displaystyle (-7,4)-(+6)=(-7,4)+(-6)=-13,4}
3. {\displaystyle (-4)-(-8)=(-4)+(+8)=+4}
4. {\displaystyle (+2/3)-(+9/7)=(+2/3)+(-9/7)=14/21-27/21=-13/21}
5. {\displaystyle (36.36)+(-101/20)=36.36-5.05=31.31}

### Multiplicación

Regla de los signos. Dos cargas eléctricas se repelen si son del mismo signo y se atraen si son de signos distintos. La fuerza que ejerce la carga grande sobre la pequeña es entonces es positiva (empuja) o negativa (tira). La fuerza depende pues del producto de dos números con signo, las dos cargas.

La multiplicación de un número positivo por otro número, positivo o negativo es sencilla de entender, como repetición de una suma:
{\displaystyle (+3)\times (+1000)=(+1000)+(+1000)+(+1000)=+3000}
{\displaystyle (+2)\times (-2000)=(-2000)+(-2000)=-4000}
En otras palabras: el triple de un ingreso de 1000 pesos es un ingreso de 3000 pesos; y el doble de una deuda de 2000 pesos es una deuda de 4000 pesos. El producto de un número negativo por otro número con signo puede entenderse como resultado de las propiedades conmutativa y distributiva de la multiplicación:
{\displaystyle 4\times 5=5\times 4=20}
{\displaystyle 5\times (7.2-1)=5\times 6.2=31\quad {\mbox{y a su vez}}\quad 5\times 7.2-5\times 1=36-5=31}
Entonces, el producto de un número negativo por otro número con signo es:
{\displaystyle (-5)\times (+4)=(+4)\times (-5)=(-5)+(-5)+(-5)+(-5)=-20}
{\displaystyle (-2)\times (+5)+(-2)\times (-4)=(-2)\times [(+5)+(-4)]=(-2)\times (+1)=-2}
Puesto que {\displaystyle (-2)\times (+5)=(+5)\times (-2)=-10}, la única posibilidad es que {\displaystyle (-2)\times (-4)=+8}.
En resumen, la multiplicación de números con signo, al igual que la suma, requiere determinar por separado el signo y valor absoluto del resultado:
| En la multiplicación de dos números con signo se determinan el valor absoluto y el signo del resultado de la siguiente manera: - El valor absoluto es el producto de los valores absolutos de los factores. - El signo es «+» si los signos de los factores son iguales, y «−» si son distintos. |

Para recordar el signo del resultado, también se utiliza la regla de los signos:
| Regla de los signos - (+) × (+)=(+) Más por más igual a más. - (+) × (−)=(−) Más por menos igual a menos. - (−) × (+)=(−) Menos por más igual a menos. - (−) × (−)=(+) Menos por menos igual a más. |

Ejemplo.
1. (+4,5) × (−6). El signo de los factores es distinto, así que el signo del resultado es «−». El producto de los valores absolutos es 4,5 × 6 = 27. O sea: (+4,5) × (−6) = −27.
2. (+5) × (+3). El signo de los factores es idéntico, así que el signo del resultado es «+». El producto de los valores absolutos es 5×3 = 15. O sea: (+5) × (+3) = +15.
3. (−7/5) × (+8/3). El signo de los factores es distinto, luego el signo del resultado es «−». El producto de los valores absolutos es 7/5 × 8/3 = 56/15. O sea: (−7/5) × (+8/3) = −56/15.
4. (−9) × (−2). El signo de los factores es el mismo, así que el signo del resultado es «+». El producto de los valores absolutos es 9×2 = 18. O sea: (−9) × (−2) = +18.

### División
La división de números con signo es similar a la multiplicación, puesto que también respeta la regla de los signos:
| En la división de dos números con signo (dividendo entre divisor) el resultado se determina como sigue: - El valor absoluto del resultado es el cociente entre los valores absolutos del dividendo y el divisor. - El signo del resultado se determina por la regla de los signos: signo «+» si los signos son iguales y «−» si son distintos. |

Ejemplo.
1. {\displaystyle (-36)\div 5=-(36\div 5)=-7,2}
2. {\displaystyle (+8)/(+4)=+(8/4)=+2}
3. {\displaystyle (-31,2)\div (-5,2)=+(31,2\div 5,2)=+6}
4. {\displaystyle (+14)/(-3)=-(14/3)=-14/3}

### Potencias
Una potencia de un número negativo elevado a un número entero es sencilla de entender, puesto que puede descomponerse en repetidas multiplicaciones:
{\displaystyle (-3)^{4}=(-3)\times (-3)\times (-3)\times (-3)=+81}
No siempre es posible calcular la potencia de un número negativo elevado a un exponente que no sea entero:
{\displaystyle (-32)^{\frac {1}{5}}=-2,\quad {\mbox{ya que}}\quad (-2)^{5}=-32}
No existe (−7)1/2 , ya que el cuadrado de un número real es siempre positivo: (+) × (+) = (−) × (−) = (+)
Si el exponente es un número negativo, como 3−2, esta operación puede entenderse debido a las propiedades usuales de las potencias cuando son multiplicadas:
Sabiendo que: {\displaystyle 4^{2}\times 4^{3}=(4\times 4)\times (4\times 4\times 4)=4^{2+3}=4^{5}},
entonces: {\displaystyle 3^{-2}\times 3^{3}=3^{-2+3}=3^{1}=3},
y puesto que {\displaystyle 3^{3}=27}, ha de ser {\displaystyle 3^{-2}=1/9}, ya que {\displaystyle 27\times 1/9=27/9=3}.
Resumiendo, las potencias se definen como:
| La potencia de números con signo se definen en los siguientes casos: - Base positiva: el signo del resultado es siempre «+» y su valor absoluto es - Exponente positivo: el valor absoluto de la base elevada al valor absoluto del exponente. - Exponente negativo: 1 partido por el caso anterior (valor absoluto de la base elevado al valor absoluto del exponente). - Base negativa: - Si el exponente es un número entero, el signo del resultado es «+» si este es par, y «−» si es impar. - Si el exponente no es un número entero, en general la potencia no existe (ver más abajo). En particular, sólo existe si es una fracción (irreducible) con denominador impar. En tal caso, el signo es «+» si el numerador es par y «−» si es impar. El valor absoluto del resultado es: - Exponente positivo: el valor absoluto de la base elevada al valor absoluto del exponente. - Exponente negativo: 1 partido por el caso anterior (valor absoluto de la base elevado al valor absoluto del exponente). |

Nótese que los números enteros son también fracciones de denominador impar: 5 = 5/1 , −3 = −3/1. La potencia (−7)1/2 no existe porque no existen números positivos o negativos cuyo cuadrado sea negativo. Por ello dichas potencias requieren la introducción de los llamados números imaginarios.
Ejemplo.
1. (+4)+(1/3). El signo es «+» porque +4 es positivo, y el valor absoluto es 41/3, porque el exponente es positivo: (+4)+(1/3) = + (41/3) = +1,587...
2. (−5)+(2/7). La base es negativa, y el exponente es una fracción con denominador impar y numerador par, por lo que la potencia existe y el signo es «+». El valor absoluto es 52/7, porque el exponente es positivo: (−5)+(2/7) = + (52/7) = +1,583...
3. (+6)−3. El signo es «+» porque +6 es positivo, y el valor absoluto es 1/(63), porque el exponente es negativo: (+6)−3 = + 1/(63) = +1/216.
4. (−9)+(1/6). La base es negativa y el exponente es una fracción de denominador par. La potencia no existe.
5. (−2,3)−10/2. La base es negativa y el exponente un número entero impar (es una fracción con denominador par, pero no es irreducible, sino que puede simplificarse a 5/1, que tiene denominador impar), por lo que el signo del resultado es «−». Como el exponente es negativo, el valor absoluto es 1/(2,35), por lo que: (−2,3)−10/2 = − 1/(2,35) = −0,0155...